# Hellfire (musikalbum)
Hellfire är det norska black metal-bandet 1349s tredje fullängdsstudioalbum, utgivet 2005 av Candlelight Records.

## Låtlista
1. "I Am Abomination" (Destroyer/Tjalve) – 4:10
2. "Nathicana" (Seidemann/Archaon) – 4:39
3. "Sculptor of Flesh" (Seidemann/Archaon/Frost) – 3:18
4. "Celestial Deconstruction" (Archaon) – 7:45
5. "To Rottendom" (Destroyer/Archaon/Frost) – 5:52
6. "From the Deeps" (Archaon/Seidemann) – 6:25
7. "Slaves to Slaughter" (Tjalve/Destroyer) – 6:11
8. "Hellfire" (Frost/Tjalve/Seidemann) – 13:49

## Medverkande
Musiker (1349-medlemmar)
- Ravn (Olav Bergene) – sång
- Archaon (Idar Burheim) – gitarr
- Tjalve (André Kvebek) – gitarr
- Seidemann (Tor Risdal Stavenes) – basgitarr
- Frost (Kjetil-Vidar Haraldstad) – trummor

Bidragande musiker
- Jonna Fyr Minion – keyboard

Produktion
- Ravn – producent, omslagsdesign
- Kjartan Hesthagen – ljudtekniker
- Tom Kvålsvoll – mastring
- Frost – omslagsdesign
- Fredrik M. Heimansen – omslagsdesign
- Nina Oddsett – omslagsdesign
- Lorenzo Mariani – omslagsdesign
- Merethe Nilsen Bua – omslagsdesign
- Joakim Moldestad – foto
- Rome Ramsies Vision Valley Entertainment Group LLC – foto
- SOHO (ESA & NASA) – foto

### Fotnoter
1. ↑  Studio Studio Nyhagen
2. ↑  Hellfire på discogs.com